# Phare de La Palmyre
Le phare de La Palmyre est un radiophare de construction récente situé dans la forêt de La Palmyre, près de Royan, en Charente-Maritime.
Il est construit sur une dune, au nord de l'estuaire de la Gironde et au sud du phare de la Coubre.

## Historique

### Le premier phare

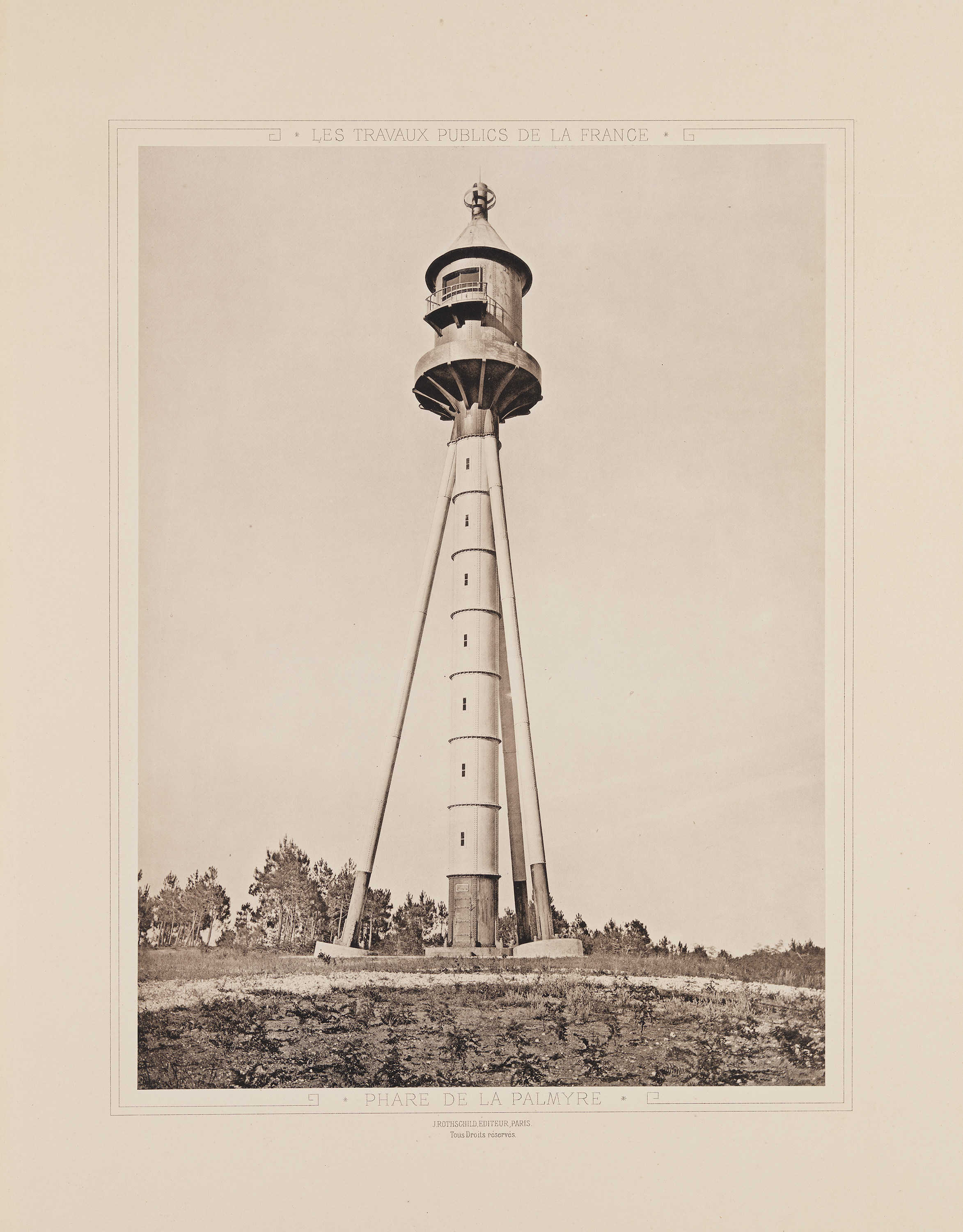
Le phare en 1883

- La construction d'un premier phare, sur les plans de Gustave Eiffel fut réalisée entre 1865 et 1870.
- En septembre 1870, allumage d'un feu fixe alternativement rouge et vert pendant des intervalles de 20 secondes sur une tour circulaire métallique soutenue par trois jambes de force de 30 m de hauteur.
- En 1881, le feu est électrifié.
- En 1895, extinction de ce feu à l'allumage de celui du phare de la Coubre.
- En 1932, allumage d'un feu directionnel sur charpente en bois à 2 km plus au sud.
- En 1944, les troupes allemandes dynamitèrent cette tourelle métallique.
- Après la guerre le feu directionnel est porté sur une potence métallique.

### Phare actuel
Le phare actuel, construit en 1960, est une tour de béton lissé. La tour porte à son sommet un radar de surveillance. C'est un feu directionnel signalant le chenal pour éviter des bancs de sable. Le radiophare ne se visite pas.